# Boureni (Balș), Iași
Boureni este un sat în comuna Balș din județul Iași, Moldova, România.